# سیارک ۷۱۰

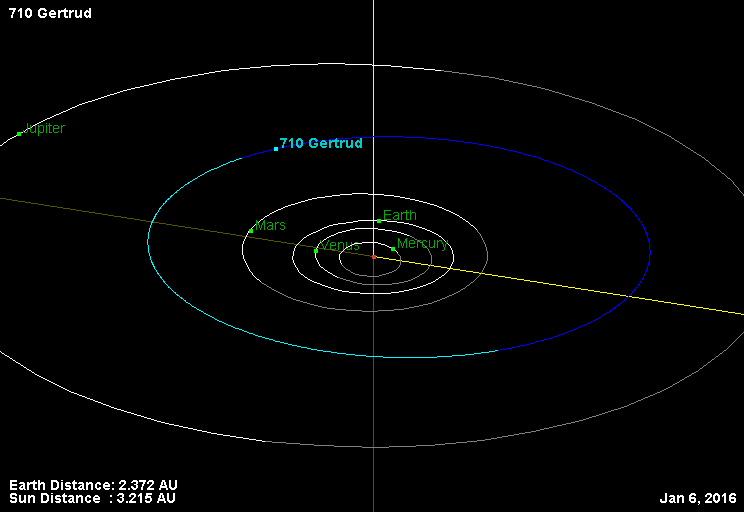
مدار سیارک ۷۱۰

سیارک ۷۱۰ (به انگلیسی: 710 Gertrud، نامگذاری:1911LM) هفتصد و دهمین سیارک کشف شده‌است که در ۲۸ فوریه ۱۹۱۱ و در وین کشف شد.
قدر مطلق سیارک برابر ۱۱٫۱۰ است.